# Соломія Вишневецька
Соломія Тереза Вишневецька (*бл. 1657/1660 — 15 квітня 1716) — українська аристократка, черниця Речі Посполитої.

## Життєпис
Походила з українського князівського роду Вишневецьких, на той час спольщеного. Донька Дмитра Юрія Вишневецького, гетьмана польського коронного, й Маріани Замойської. Народилася близько 1657/1660 року. 1682 року після смерті сестри батька спільно з вступила у суперечку за її майно з колишньою мачухою Теофілою Людвікою Заславською. Втім того ж року вступила до монастиря бенедиктинок у Львові.
1695 року після виграної справи проти Заславської отримала у володіння міста Чарторийськ, Колки, Немирів, Заложці, Збараж, Ладижин, Волочиськ. Проте ймовірно в цей час вже була абатисою монастиря в Перемишлі, тому відмовилася від майна на користь небог — Теофілії та Вікторії.
Померла 1716 року.